# Верхняцький НВК «Загальноосвітня школа I-III ступенів №1-ліцей»
Верхняцький НВК «Загальноосвітня школа І-ІІІ ступенів №1-ліцей» Христинівської районної ради Черкаської області — загальноосвітній заклад повної середньої освіти в смт Верхнячка Христинівського району Черкаської області.

## Розташування
Школа розміщена у триповерховій типовій будівлі на 724 учнівські місця. Розташована в західній частині селища, в районі селищної ради.

## Матеріально-технічна база
- Кількість класних кімнат — 26.
- Спеціалізовані кабінети — 2 інформатики, біології, географії, фізики, хімії, іноземної мови, кабінет з лінгафонним обладнанням, майстерня.
- Робочі місця, обладнані ПК — 19.
- 4 інтерактивні комплекси.
- Спортивна зала.
- Актова зала.
- Їдальня.[2]

Школа обладнана системами водопостачання та водовідведення, автономною системою опалення.

## Педагогічні кадри
До складу кадрового педагогічного складу навчального закладу входить 32 вчителів та допоміжних педагогічних працівників, які представлені за такими кваліфікаційними категоріями:
- Старший вчитель — 4 особи
- Вища категорія — 13 осіб
- Перша категорія — 9 осіб
- Друга категорія — 7 осіб.
- Спеціаліст — 6 осіб.

## Навчально-виховний процес
У школі навчаються 252 учні. Мова здійснення навчально-виховного процесу — українська. Як іноземні вивчаються англійська та російська. Підготовка окремих класів учнів ІІІ ступеня навчання здійснюється за поглибленою програмою з окремих предметів